# Hyperoxide

Dioxid(1−) Anion

Hyperoxide oder Superoxide sind chemische Verbindungen, die das vom Sauerstoff abgeleitete Dioxid(1−)-Anion (•O2−) enthalten. Der Sauerstoff hat in diesen Verbindungen die Oxidationszahl −½.
Verbindungen mit dem O22−-Anion, wie H2O2 und BaO2, sind
Peroxide, keine Hyperoxide.

## Name
In der deutschsprachigen Fachliteratur wird häufig Hyperoxid als Name verwendet. Obwohl „Superoxid“ in der biochemischen Nomenklatur genannt wird, wird dieser im Deutschen nicht empfohlen und stattdessen die Verwendung des systematischen Namens Dioxid(1−) empfohlen, da das Präfix „Super“ nicht in allen Sprachen dieselbe Bedeutung hat.
Im Englischen ist „superoxide“ von der IUPAC als alternativer Name zur systematischen Bezeichnung akzeptiert. „Hyperoxide“ wird dagegen von IUPAC als obsolet betrachtet.

## Eigenschaften
Die Hyperoxide der Alkali- und Erdalkalimetalle sind gelbe bis orange, kristalline, paramagnetische Festkörper. Beim Erhitzen unter Sauerstoffabschluss zerfallen sie unter Bildung der entsprechenden Peroxide und Sauerstoffentwicklung. Hyperoxide disproportionieren in Gegenwart von Wasser unter Sauerstoffentwicklung und Bildung von Wasserstoffperoxid sowie der Hydroxide:
{\displaystyle \mathrm {2\ {}^{\bullet }\mathrm {O} _{2}^{-}\ +\ 2\ H_{2}O\ \longrightarrow \ H_{2}O_{2}\ +\ 2\ OH^{-}\ +\ O_{2}} }
|              | Lithiumsuperoxid       | Natriumsuperoxid | Kaliumsuperoxid | Rubidiumsuperoxid                     | Caesiumsuperoxid |
| ------------ | ---------------------- | ---------------- | --------------- | ------------------------------------- | ---------------- |
| Formel       | LiO2                   | NaO2             | KO2             | RbO2                                  | CsO2             |
| Aussehen     | gelb                   | gelb bis orange  | gelb            | hellgelb                              | gelb bis orange  |
| Schmelzpunkt | zersetzt sich ab 25 °C | 551,7 °C         | 560 °C          | zersetzt sich zwischen 280 und 360 °C | 600 °C           |

## Bildung
Hyperoxide entstehen bei der Verbrennung der Alkalimetalle Kalium, Rubidium und Caesium in Gegenwart von Sauerstoff. Natrium verbrennt dagegen hauptsächlich zum Peroxid. Lithium – auch bei großem Sauerstoffüberschuss – überwiegend zum Oxid. Der Grund für das unterschiedliche Verhalten liegt im Anwachsen des Ionenradius mit steigender Periode des Alkalimetalls, der Zunahme der Weichheit der Kationen und im Gewinn an Gitterenergie: während das kleine, harte Lithium-Kation das ebenfalls kleine und harte Oxid-Anion als Bindungspartner im Ionenkristall bevorzugt, tritt ab Kalium, aber insbesondere beim Rubidium bzw. Caesium das große, wesentlich weichere Hyperoxid-Anion an dessen Stelle.

## Biochemie
Hyperoxide entstehen auch bei normalen Stoffwechselprozessen im Zuge der Reduktion molekularen Sauerstoffs z. B. in der Atmungskette und können infolge ihrer hohen Reaktivität Zellstrukturen ggf. irreversibel zerstören. Sie werden daher den reaktiven Sauerstoffspezies (RSS oder englisch ROS) zugeordnet. Für den schnellen Abbau solcher freien Radikale ist das Enzym Superoxid-Dismutase zuständig. Die Reaktion erfolgt ähnlich wie die Zersetzung in wässriger Lösung über eine Disproportionierung des Hyperoxids in Sauerstoff und Peroxid. Letzteres wird als Wasserstoffperoxid frei, welches durch eine Katalase weiter zu Sauerstoff und Wasser entgiftet wird. Das Wasserstoffperoxid kann aber auch über Peroxidasen (z. B. Abbau von Lignin oder Aromaten) und Haloperoxidasen Verwendung im Organismus finden.
Neuere Studien schreiben RSS wie dem Hyperoxid und dem Wasserstoffperoxid neben der Generierung oxidativen Stresses eine wichtige Signalfunktion z. B. im Gehirn bei der Signalübertragung, der synaptischen Plastizität und der Gedächtnisbildung zu. Sie wirken dort zudem stark vasodilatierend (gefäßerweiternd) und scheinen daher wichtig für die Steigerung des zerebralen Blutflusses und des zerebrovaskulären Tonus zu sein.

## Geschichte
Dass Hyperoxide bei der Reaktion von Alkalimetallen mit Sauerstoff eine Rolle spielen und die bisherigen Reaktionsgleichungen (die die Bildung von Tetroxiden annahmen) dafür falsch waren, fand 1931 Linus Pauling heraus. Pauling schlug auch den Namen vor. 1934 wurde das experimentell von Edward W. Neuman (1904–1955) bestätigt, indem er zeigte, dass Kaliumhyperoxid die magnetischen Eigenschaften freier Radikale hatte.
Dass Hyperoxide auch in Lebewesen eine Rolle spielen, schlug zuerst 1954 Rebecca Gershman (1903–1986) vor, und Irwin Fridovich schlug in den 1960er Jahren vor, dass sich Hyperoxide frei in lebenden Zellen bewegen, konnte sich mit dieser Ansicht aber damals noch nicht durchsetzen. 1968 identifizierte Joe Milton McCord (* 1945) ein schon bekanntes, häufig vorkommendes Enzym als Hyperoxid-Einfänger in Zellen und nannte es Hyperoxid-Dismutase.